# Johor–Singapore Causeway

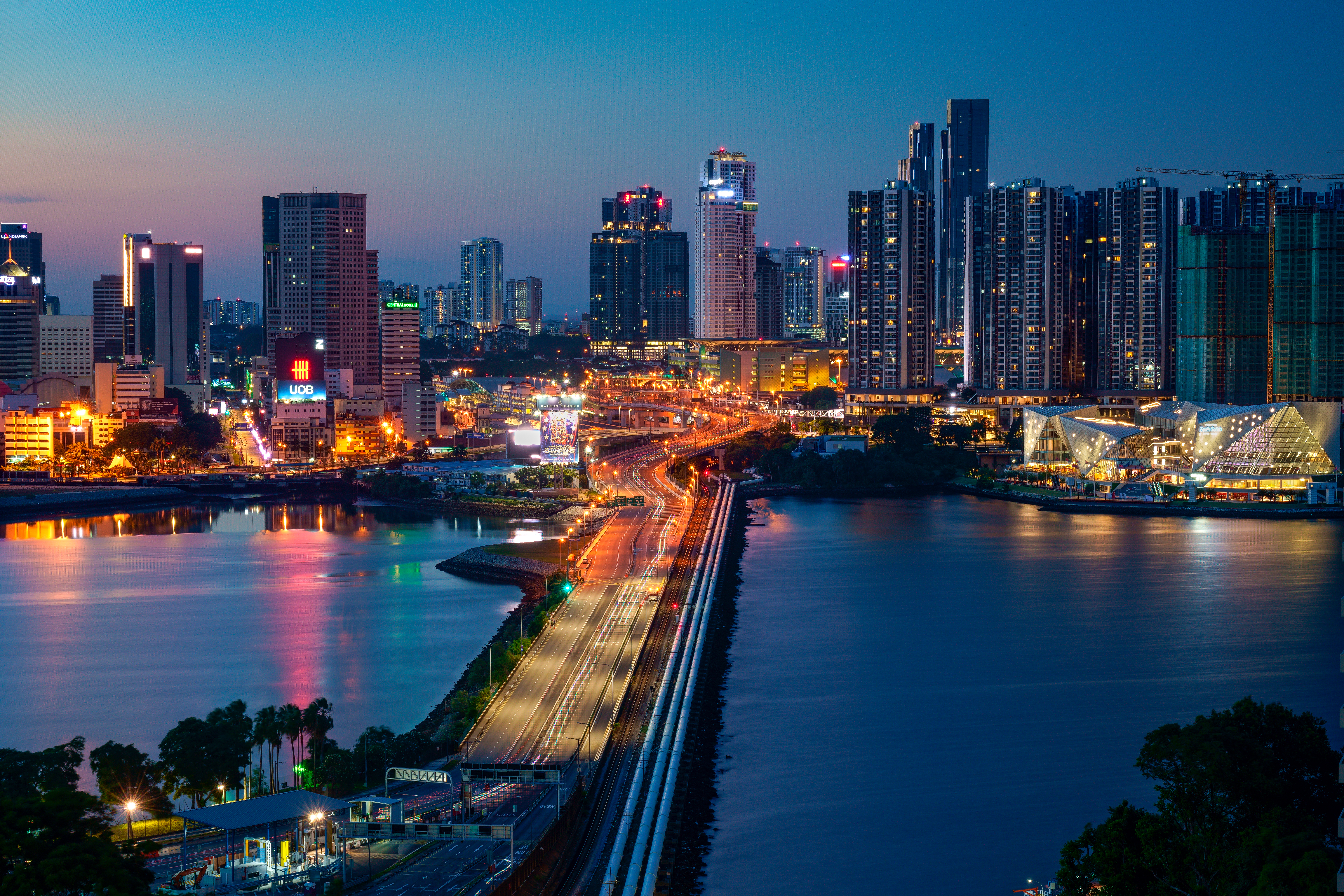
Johor-Singapore Causeway, Blick von Singapur nach Malaysia

Der Johor–Singapore Causeway (Malaiisch: Tambak Johor, englisch: The Causeway) ist ein 1056 Meter langer Damm über die Straße von Johor, der die malaiische Stadt Johor Bahru mit dem Stadtteil Woodlands in Singapur verbindet. Er dient für den Automobil-, Eisenbahn- und Fußgängerverkehr als Verbindung zur Malaiischen Halbinsel sowie als Zufuhr für Trinkwasser von Malaysia nach Singapur und ist Teil des Asian Highway AH2.
Der Damm ist mit dem Sultan Iskandar Customs, Immigration and Quarantine Complex in Johor Bahru verbunden. Dieser neue Grenzübergang ersetzt seit dem 16. Dezember 2008 die früheren Causeway Checkpoints. Der Komplex ist an Johor Bahrus Inner Ring Road angebunden, welche den Skudai Highway schneidet. Auf singapurischer Seite führt der Damm zum Woodlands CIQ Checkpoint, welcher 1998 den älteren Woodlands Checkpoint ersetzte. Der Woodlands CIQ Checkpoint wiederum ist an den Bukit Timah Expressway angebunden.
Der Damm wird an einem durchschnittlichen Tag von 60.000 Fahrzeugen befahren, wobei oftmals kurz vor öffentlichen Ferientagen außerordentlich schwierige Verkehrsbedingungen herrschen.

## Geschichte

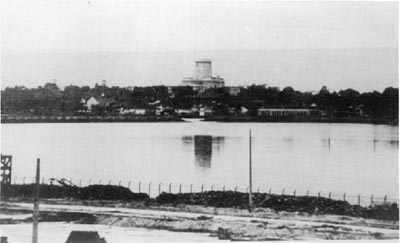
Der durchtrennte Damm im Vorlauf der japanischen Invasion in 1942.

Der Anstoß zum Bau des Dammes kam vom damaligen Gouverneur der Straits Settlements Laurence Guillemard, dessen Sitz Singapur war. Der Johor-Singapore Causeway wurde in 1923 nach vier Jahren Bauzeit vollendet. Ungefähr $17 Millionen (in 1924 Dollar-Werten) der Baukosten wurden durch die Regierung von Johor getragen. 1942 wurden während des Zweiten Weltkriegs Teile des Causeway gesprengt, um die Kaiserlich Japanische Armee an einer Invasion Singapurs zu hindern. Nach der Einnahme Singapurs durch die Japaner wurde der Damm repariert. Während der Rassenunruhen in Singapur 1964 (Race Riots) wurde der Causeway vom 22. bis zum 26. Juli 1964 geschlossen.
Lange Zeit war der Johor-Singapore Causeway die einzige Landverbindung zwischen der Malaiischen Halbinsel und Singapur. Der zweite, der Malaysia-Singapore Second Link, wurde erst 1998 vollendet.
Der neue Woodlands CIQ Checkpoint, teilweise auf Neuland gebaut, wurde im Juli 1999 eröffnet, um einem zunehmenden Verkehrsfluss gerecht zu werden und den Ruß zu entfernen, der sich im Laufe der Jahre am alten Komplex der Zollbehörden angesammelt hatte. Auch wurde die alte Straße zum Damm umgeleitet. Der alte Zollkomplex an der Kreuzung zwischen der Woodlands Road und der Woodlands Centre Road, in den 1970er Jahren erbaut, wurde nach der Eröffnung des neuen Grenzübergangs geschlossen, obgleich die Motorrad-Strecke bis 2001 morgens geöffnet blieb. Der neue Woodlands Checkpoint beherbergt ebenfalls die Räumlichkeiten der Zoll- und Einwanderungsbehörde für den Eisenbahnverkehr (Bahnstrecke Singapore–Kranji), den Woodlands Train Checkpoint, welcher zuvor im Bahnhof Tanjong Pagar gewesen war. Der Umzug der Eisenbahnverkehr-Einwanderungsbehörde nach Woodlands führte zu Streitigkeiten zwischen Singapur und Malaysia.
Am 1. Dezember 2008 wurde schließlich Bangunan Sultan Iskandar durch den malaysischen Premierminister Abdullah Badawi offiziell eröffnet. Der neue Zollbehörden-Komplex nahm am 16. Dezember 2008 seine Arbeit auf, während der alte Zollkomplex geschlossen wurde.

## Gebühren
Fahrzeuge müssen auf beiden Seiten des Dammes Mautgebühren zahlen. Die Mautstelle auf der malaysischen Seite wird durch PLUS Expressway Berhad verwaltet. In Singapur fallen zusätzliche Gebühren, sog. Vehicle Entry Permit (VEP) Charges, für alle Autos und Motorräder an, die ihre zehn VEP-freien Fahrtage aufgebraucht haben.

### Malaysische Mautgebühren
| Fahrzeugklasse | Fahrzeugtyp | Gebühr (in Malaysischer Ringgit (RM)) |
| -------------- | ----------- | ------------------------------------- |
| 0              | Motorrad    | keine                                 |
| 1              | PKW         | RM 2,90                               |
| 2              | Van         | RM 4,10                               |
| 3              | LKW         | RM 5,50                               |
| 4              | Taxi        | RM 1,30                               |
| 5              | Bus         | RM 2,10                               |

Anmerkung: Mautgebühren können nur mit der Touch 'n Go-Karte bezahlt werden. Barzahlungen werden nicht angenommen.

### Singapurische Mautgebühren
| Fahrzeugklasse | Fahrzeugtyp                  | Gebühr (in Singapur-Dollar (S$)) |
| -------------- | ---------------------------- | -------------------------------- |
| 1              | Motorräder                   | keine                            |
| 2              | PKWs                         | S$ 1,20                          |
| 3              | Vans und sonstige Kleinbusse | S$ 1,90 1                        |
| 4              | LKWs                         | S$ 2,60                          |
| 5              | Taxis                        | S$ 0,60                          |
| 6              | Busse                        | S$ 1,00                          |